# Achyrachaena
Achyrachaena je monotipski biljni rod u porodici glavočika (zvjezdanovki). Jedina vrsta Achyrachaena mollis raste u Sjevernoj americi od meksičke države Baja California na sjever do Oregona
Rod je opisan u Index Seminum (WROCL, Wratislaviensi) 1837: [3] (1837)